# Malleastrum letouzeyanum
Malleastrum letouzeyanum är en tvåhjärtbladig växtart som beskrevs av J.F. Leroy. Malleastrum letouzeyanum ingår i släktet Malleastrum och familjen Meliaceae. Inga underarter finns listade i Catalogue of Life.